# Пригородненский сельсовет (Рыльский район)
Пригоро́дненский сельсовет — муниципальное образование со статусом сельского поселения в Рыльском районе Курской области.
Административный центр — село Пригородняя Слободка.

## История
Статус и границы сельсовета установлены Законом Курской области от 21 октября 2004 года № 48-ЗКО «О муниципальных образованиях Курской области».

## Население
| 2002 | 2010 | 2012 | 2013 | 2014 | 2015 | 2016 |
| ---- | ---- | ---- | ---- | ---- | ---- | ---- |
| 992  | ↘905 | ↗909 | ↘906 | ↗944 | ↘936 | ↗947 |
| 2017 | 2018 | 2019 | 2020 | 2021 |      |      |
| ↗952 | ↘935 | ↘932 | ↘915 | ↘845 |      |      |

## Состав сельского поселения
| № | Населённый пункт     | Тип населённого пункта       | Население |
| - | -------------------- | ---------------------------- | --------- |
| 1 | Волынка              | посёлок                      | ↘6        |
| 2 | Звягин               | хутор                        | ↘254      |
| 3 | Пригородняя Слободка | село, административный центр | ↘422      |
| 4 | Садки                | деревня                      | →0        |
| 5 | Трошино              | деревня                      | ↘1        |
| 6 | Фонов                | хутор                        | ↗222      |